# Sertić Poljana
Sertić Poljana is een plaats in de gemeente Plitvička Jezera in de Kroatische provincie Lika-Senj. De plaats telt 12 inwoners (2011).